# Dem Gerechten muß das Licht
Dem Gerechten muß das Licht (BWV 195) ist eine Kirchenkantate von Johann Sebastian Bach, die er in Leipzig als Hochzeitskantate komponierte, wahrscheinlich 1727. Nur unvollständige Partituren späterer Aufführungen aus den 1740er Jahren überlebten. Die Kantate verwendet zwei Verse aus Psalm 97 für den Eröffnungssatz und die erste Strophe auf Paul Gerhardts Hymne Nun danket all und bringet Ehr für den Schlusschor. Der Librettist der anderen Sätze ist unbekannt.

## Geschichte und Text
Bach komponierte diese Kantate um 1727 in Leipzig für eine Hochzeit. Die Originalfassung des Werkes ist verloren, eine unvollständige zweite Version aus dem Jahr 1742 und eine vollständige Überarbeitung aus den späten 1740er Jahren sind erhalten. Diese Daten decken sich mit Wiederholungsaufführungen des Werkes.
Der Schlusschor ist die erste Strophe von Paul Gerhardts Hymne Nun danket all und bringet Ehr mit der Melodie von Lobt Gott, ihr Christen alle gleich. Der Eröffnungssatz basiert auf Psalm 97 (Psalmen 97, 11–12 ), die Urheber des Rests des Textes sind anonym. Alfred Dürr leitete aus Anspielungen im Text ab, dass das Werk für die Hochzeit eines Anwalts bestimmt war.

## Besetzung und Aufbau
Die Kantate Sopran- und Basssolisten und einen vierstimmigen Chor geschrieben. Die Besetzung besteht aus drei Trompeten, Pauken, zwei Hörnern, zwei Flöten, zwei Oboen, zwei Oboe d’amores, zwei Violinen, einer Bratsche, einer Violone und dem Generalbass besetzt.
Das Werk ist in zwei Teile gegliedert, die vor und nach der Predigt aufgeführt werden. In der Originalfassung bestand der zweite Teil aus drei von insgesamt acht Sätzen. In der überlebenden Fassung enthält der zweite Teil nur das Finale von sechs Sätzen.
1. Chorus: Dem Gerechten muss das Licht immer wieder aufgehen
2. Rezitativ (Bass): Dem Freudenlicht gerechter Frommen
3. Arie (Bass): Rühmet Gottes Güt und Treu
4. Rezitativ (Sopran): Wohlan, so knüpfet denn ein Band
5. Chorus: Wir kommen, deine Heiligkeit
6. Choral: Nun danket all und bringet Ehr.

## Musik
Die Kantate beginnt mit einem Chorsatz, der zwei Fugen zu je einem Psalmvers mit konzertanten Stimmen kombiniert. Der Gesang deutet zeitweise auf ein Ripieno hin. Die Bewegung hat eine „energische und überschwängliche“ instrumentelle Einführung. Der erste Abschnitt hebt den Kontrast zwischen Ripieno und vollem Chorus hervor, während der zweite Abschnitt tanzartig ist.
Das Bassrezitativ ist als Secco-Rezitativ und „streng“ geschrieben. Es wird von einer Triolen-Linie begleitet, die sich in Sechzehntelnoten bewegt, um den Satz zu beenden.
Die Bass-Arie ist in modifizierter ternärer Form und enthält ein instrumentales Ritornell mit einem charakteristischen Scotch snap. Der mittlere Teil bewegt sich in eine Moll-Tonart, um die Intimität des persönlichen Ausdrucks zu erhöhen. Der Satz endet mit einer kurzen Coda.
Das Sopranrezitativ „ist eine musikalische Darstellung des zentralen Teils der Trauung“ – der Segen der Gemeinschaft. Es wird von Akkordoboen und Tonleiterflöten begleitet.
Der vorletzte Satz ist ein Chor, ähnlich dem Eröffnungschor. Es kombiniert Da-capo- und Ritornello-Form. Der erste Abschnitt wird von Motiven der Tonleiter dominiert, während der mittlere Abschnitt akkordisch und „quasi-philosophisch“ ist.
Die Kantate endet mit einem vierstimmigen Chorsatz der Melodie von Lobt Gott, ihr Christen alle gleich.

## Aufnahmen
- Gächinger Kantorei Stuttgart, Württembergisches Kammerorchester Heilbronn, Helmuth Rilling. Die Bach Kantate Vol. 8. Hänssler Verlag, 1984.
- Holland Boys Choir, Netherlands Bach Collegium, Pieter Jan Leusink. Bach Edition Vol. 18. Brilliant Classics, 2000.
- Amsterdam Baroque Orchestra & Choir, Ton Koopman. J. S. Bach: Complete Cantatas Vol. 21. Antoine Marchand, 2002.
- Bach Collegium Japan, Masaaki Suzuki. J. S. Bach: Cantatas Vol. 51. BIS, 2011.